# George Aiken

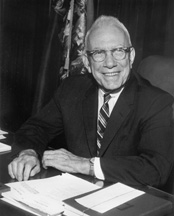
George Aiken

George David Aiken (* 20. August 1892 in Dummerston, Vermont; † 19. November 1984 in Montpelier, Vermont) war ein US-amerikanischer Politiker und von 1937 bis 1941 Gouverneur des Bundesstaates Vermont. Von 1941 bis 1975 vertrat er seinen Staat im US-Senat.

## Frühe Jahre und politischer Aufstieg
George Aiken besuchte die öffentlichen Schulen in Putney und Brattleboro. Danach beschäftigte er sich mit dem Obstanbau und der Gärtnerei. Zwischen 1920 und 1937 war er Schulleiter in Putney. Politisch wurde er Mitglied der Republikanischen Partei. Von 1931 bis 1935 war er Abgeordneter im Repräsentantenhaus von Vermont, wobei er seit 1933 dessen Präsident war. In den Jahren 1935 bis 1937 war er als Vizegouverneur Stellvertreter von Gouverneur Charles Manley Smith zu dessen Nachfolger er im Jahr 1936 gewählt wurde.

## Gouverneur von Vermont
George Aiken trat sein neues Amt am 7. Januar 1937 an. Nach einer Wiederwahl im Jahr 1938 blieb er bis zum 9. Januar 1941 Gouverneur. In dieser Eigenschaft bekämpfte er die Monopolstellungen einiger Firmen, einschließlich der Banken und Eisenbahnen. Er ermutigte die Farmer, sich zu Genossenschaften zusammenzuschließen und ihre Produkte gemeinsam zu vermarkten. Außerdem forderte er, die Elektrifizierung in Vermont abzuschließen, die zu dieser Zeit noch nicht alle Haushalte erreicht hatte. Gouverneur Aiken verfocht auch die Rechte der Einzelstaaten gegenüber der Bundesregierung. So widersetzte er sich den Hochwasserschutzmaßnahmen des Bundes, weil der Staat Vermont Überflutungsflächen zur Verfügung stellen sollte.

## Aiken im US-Senat
Nach dem Tod von US-Senator Ernest Gibson am 20. Juni 1940 wurde Aiken als dessen Nachfolger in den Kongress gewählt. Gibsons Amtszeit wäre noch bis zum 3. Januar 1945 gelaufen. Da George Aiken sein Mandat im Senat erst am 10. Januar 1941 antrat, wurde zwischenzeitlich der Sohn des verstorbenen Senators, Ernest William Gibson, zum Senator ernannt. Dieser überbrückte dann die Zeit bis zu Aikens Amtsantritt. Der jüngere Gibson sollte zwischen 1947 und 1950 auch Gouverneur von Vermont werden.
Nachdem er bei den folgenden Wahlen jeweils bestätigt wurde, konnte George Aiken sein Mandat im Kongress zwischen dem 10. Januar 1941 und dem 3. Januar 1975 ausüben. Er war von 1947 bis 1949 Vorsitzender des Ausschusses zur Ausgabenkontrolle der Regierung (Committee on Expenditures in Executive Departments) sowie zwischen 1953 und 1955 Mitglied des Forst- und Landwirtschaftsausschusses. Aiken setzte sich für eine progressive Politik ein und stand oft im Widerspruch zur Parteiideologie der Republikaner. Aiken trat unter anderem für eine Beendigung des Vietnamkriegs ein. Zum Zeitpunkt seines Ausscheidens aus dem Senat war er der dienstälteste Senator.
Nach dem Ende seiner Zeit in Washington zog sich Aiken aus der Politik zurück. Er starb im Jahr 1984. Mit seiner Frau Beatrice M. Howard hatte er vier Kinder.